# Почаевка (Полтавская область)
Поча́евка (укр. Почаївка; до 2016 г. Улья́новка, до 1922 г. хутора Саловка, Почаевка и Васильковский) — село, Ульяновский сельский совет, Гребёнковский район, Полтавская область, Украина.
Код КОАТУУ — 5320886601. Население по переписи 2001 года составляло 886 человек.
Является административным центром Ульяновского сельского совета, в который, кроме того, входят сёла
Беседовщина,
Сотницкое,
Новосёловка и
Скочак.

## Географическое положение
Село Почаевка находится на берегу реки Слепород,
выше по течению на расстоянии в ~1,5 км расположены сёла Сотницкое и Новосёловка,
ниже по течению примыкает село Есаульщина.
На реке небольшая запруда.
Через проходит автомобильная дорога Т-1708.

## История
- 1922 — хутора Саловка 1-я, Саловка 2-я, Почаевка и Васильковский объединены в село Ульяновка.
- 2016 — село Ульяновка переименовано в Почаевку.
- Село указано на подробной карте Российской Империи и близлежащих заграничных владений 1816 года как хутор Саловка[4]
- Все хутора из которых образована Почаевка приписаны к Михайловской церкви села Повстин, чьи церковные документы есть Полтавском областном архиве (1765-1918)[5]

### Экономика
- Птице-товарная ферма.
- ООО «Ульяновка».

## Объекты социальной сферы
- Школа.
- Дом культуры.